# Зелена лінія (Вашингтонський метрополітен)
Зелена лінія (Вашингтонський метрополітен) (англ. Green Line (Washington Metro)) — одна з ліній метро у столиці США місті Вашингтон.

## Історія
Будівництво лінії планувалося почати ще у середині 1970-х років, але через постійні проблеми з фінансуванням цього не сталося. Спершу початкову ділянку планували відкрити у 1983, потім у 1987 році, але будівництво почалося лише у 1984 році. Рух потягів на Зеленій лінії почався у грудні 1991 року на ділянці з 9 станцій між «Ю-стріт» та «Анакостія». Відкрита у травні того ж року ділянка «Гелері-плейс» — «Ю-стріт» також як і центральна ділянка, що була відкрита ще в 1980-х, до того використовувалася лише потягами Жовтої лінії. В 1990-х лінія була розширена далі на північ, останнє розширення сталося у 2001 році, коли була відкрита південна частина лінії.

## Лінія
Маршрут лінії проходить з північного сходу на південний схід через центр Вашингтона. Центральна ділянка лінії спільно використовується потягами Жовтої лінії.

## Станції
Станції зі сходу на південний схід, жовтим кольором показана спільна з Жовтою лінією ділянка.
| Зелена лінія    |                                                                                    |                                                                |                                                                                         |                                    |                 |          |
| Спільна ділянка | Станція                                                                            | Пересадка                                                      | Розташування                                                                            | Тип                                | Дата відкриття  | Світлина |
|                 | «Гринбелт» (англ. Greenbelt)                                                       | На приміські потяги MARC                                       | Місто Гринбелт, Меріленд                                                                | Наземна з острівною платформою     | 11 грудня 1993  |          |
|                 | «Колледж-парк / Університет Меріленду» (англ. College Park–University of Maryland) | На приміські потяги MARC                                       | Місто Коледж-парк, округ Принца Георга, Меріленд                                        | Наземна з острівною платформою     | 11 грудня 1993  |          |
|                 | «Гаяттсвілльське перехрестя» (англ. Hyattsville Crossing)                          |                                                                | Місто Гаяттсвілл, округ Принца Георга, Меріленд                                         | Наземна з береговими платформами   | 11 грудня 1993  |          |
|                 | «Західний Гаяттсвілл» (англ. West Hyattsville)                                     |                                                                | Місто Гаяттсвілл, округ Принца Георга, Меріленд                                         | Естакадна з береговими платформами | 11 грудня 1993  |          |
|                 | «Форт-Тоттен»(англ. Fort Totten)                                                   | На однойменну станцію Червоної лінії                           | Галловей-стріт, Вашингтон                                                               | Підземна з острівною платформою    | 11 грудня 1993  |          |
|                 | «Джорджія-авеню — Петворт» (англ. Georgia Avenue–Petworth)                         |                                                                | Джорджія-авеню, Вашингтон                                                               | Підземна з острівною платформою    | 18 вересня 1999 |          |
|                 | «Коламбія-Гайтс» (англ. Columbia Heights)                                          |                                                                | 14-та вулиця, Вашингтон                                                                 | Підземна з острівною платформою    | 18 вересня 1999 |          |
|                 | «Ю-стріт» (англ. U Street)                                                         |                                                                | Ю-стріт, Вашингтон                                                                      | Підземна з острівною платформою    | 11 травня 1991  |          |
|                 | «Шо — Університет Говарда» (англ. Shaw–Howard University)                          |                                                                | 8-ма вулиця, Вашингтон                                                                  | Підземна з острівною платформою    | 11 травня 1991  |          |
|                 | «Маунт-Вернон-сквер» (англ. Mount Vernon Square)                                   |                                                                | Ем-стріт, Вашингтон                                                                     | Підземна з острівною платформою    | 11 травня 1991  |          |
|                 | «Гелері-плейс» (англ. Gallery Place)                                               | На однойменну станцію Червоної лінії                           | Ейч-стріт, Вашингтон                                                                    | Підземна з острівною платформою    | 30 квітня 1983  |          |
|                 | «Архів» (англ. Archives)                                                           |                                                                | Пенсільванія-авеню, Вашингтон                                                           | Підземна з острівною платформою    | 30 квітня 1983  |          |
|                 | «Л'енфант-плаза» (англ. L'Enfant Plaza)                                            | На однойменну станцію Блакитної, Помаранчевої та Срібної ліній | Меріленд авеню, Вашингтон                                                               | Підземна з береговими платформами  |                 |          |
|                 | «Набережна» (англ. Waterfront)                                                     |                                                                | Ем-стріт, Вашингтон                                                                     | Підземна з острівною платформою    | 28 грудня 1991  |          |
|                 | «Військова пристань — Болпарк» (англ. Navy Yard–Ballpark)                          |                                                                | Ем-стріт, Вашингтон                                                                     | Підземна з острівною платформою    | 28 грудня 1991  |          |
|                 | «Анакостія» (англ. Anacostia)                                                      |                                                                | Говард-роуд, Вашингтон                                                                  | Підземна з острівною платформою    | 28 грудня 1991  |          |
|                 | «Конгресс-Гайтс» (англ. Congress Heights)                                          |                                                                | Алабама-авеню, Вашингтон                                                                | Підземна з острівною платформою    | 13 січня 2001   |          |
|                 | «Саут-авеню» (англ. Southern Avenue)                                               |                                                                | Невключена територія та переписна місцевість Темпл-Гіллс, округ Принца Георга, Меріленд | Наземна з острівною платформою     | 13 січня 2001   |          |
|                 | «Нейлор-роуд» (англ. Naylor Road)                                                  |                                                                | Невключена територія та переписна місцевість Темпл-Гіллс, округ Принца Георга, Меріленд | Естакадна з острівною платформою   | 13 січня 2001   |          |
|                 | «Сьютленд» (англ. Suitland)                                                        |                                                                | Невключена територія та переписна місцевість Сьютленд, округ Принца Георга, Меріленд    | Наземна з острівною платформою     | 13 січня 2001   |          |
|                 | «Бренч-авеню» (англ. Branch Avenue)                                                |                                                                | Невключена територія та переписна місцевість Сьютленд, округ Принца Георга, Меріленд    | Наземна з острівною платформою     | 13 січня 2001   |          |

## Рухомий склад
Рухомий склад складається зі 134 вагонів. Лінію обслуговують 19 потягів, 10 восьмивагонних та 9 шестивагонних. Всі потяги виходять на лінію лише у години пік.